# Afrogryllacris
Afrogryllacris är ett släkte av insekter. Afrogryllacris ingår i familjen Gryllacrididae.
Kladogram enligt Catalogue of Life:
| Afrogryllacris | \| \| Afrogryllacris africana \| \| \| \| \| \| Afrogryllacris bartschi \| \| \| \| \| \| Afrogryllacris brighella \| \| \| \| \| \| Afrogryllacris buttneri \| \| \| \| \| \| Afrogryllacris gariazzii \| \| \| \| \| \| Afrogryllacris rabida \| \| \| \| |
|                | \| \| Afrogryllacris africana \| \| \| \| \| \| Afrogryllacris bartschi \| \| \| \| \| \| Afrogryllacris brighella \| \| \| \| \| \| Afrogryllacris buttneri \| \| \| \| \| \| Afrogryllacris gariazzii \| \| \| \| \| \| Afrogryllacris rabida \| \| \| \| |
|                | Afrogryllacris africana |
|                | |
|                | Afrogryllacris bartschi |
|                | |
|                | Afrogryllacris brighella |
|                | |
|                | Afrogryllacris buttneri |
|                | |
|                | Afrogryllacris gariazzii |
|                | |
|                | Afrogryllacris rabida |
|                | |